# Bonon
Bonon este o comună din departamentul Bouaflé, regiunea Marahoué, Coasta de Fildeș.
1. ↑   https://cotedivoirenews.ci/cote-divoire-a-la-decouverte-de-la-commune-de-bonon/ Lipsește sau este vid: |title= (ajutor)